# Wanjiru Kinyanjui
Wanjiru Kinyanjui (1958) es una escritora, poeta, periodista y cineasta keniana.

## Vida
Kinyanjui recibió un máster en literatura inglesa y alemana antes de estudiar cine en la Escuela Alemana de Cine y Televisión en Berlín. Su película Battle of the Sacred Tree de 1994, centrada en una mujer atrapada entre los valores tradicionales de los Kĩkũyũ y las prácticas «modernas», fue financiada, producida y distribuida por Birne Film (Alemania) y Flamingo Films (Francia).

## Filmografía
- Africa is a Woman's Name (2009)[3]
- Battle of the Sacred Tree (1994)[4]
- Black in the Western World (1992)[5]
- The Sick Bird (1991)[5]